# 240-мм міномет М-240
240-мм міномет М-240 зразка 1950 року (індекс ГРАУ — 52-М-864) — модель радянського міномета калібру 240 мм.
Завдання на створення міномета підсилення було видане ГАУ в 1944 році, міномет був створений в конструкторському бюро під керівництвом Б. І. Шавиріна. Випробування відбулись в 1944—1945 роках і згодом в 1947—1949 роках. В 1950 році міномет був прийнятий на озброєння, серійне виробництво було розпочате в 1951 році на заводі № 75 (нині Юргінський машинобудівельний завод) в місті Юрга Кемеровської області.
Зарядження міномета виконується з казенної частини, для чого ствол опускають у горизонтальне положення.
Дальність стрільби від 800 до 9650 м. Міномет стріляє фугасною міною Ф-864 масою 130,7 кг з масою вибухового заряду 32 кг.
Величина сили відбою на ґрунт — 4300 кН.

## Історія створення
У січні 1944 року ГАУ видало нові тактико-технічні вимоги на розробку 240-мм посиленого міномета. У 1944—1945 роках дослідний зразок 240-мм міномети, розробленого у ВКВ під керівництвом Б. І. Шавиріна, проходив заводські випробування.
Після війни випробування його було відновлено в 1947 і закінчилися лише в 1949 році. У 1950 році міномет був прийнятий на озброєння під назвою «240-мм міномет М-240». Дальність стрільби М-240 становила 8000 м.
У 1953 році для М-240 був розроблений спеціальний заряд, що забезпечує дальність стрільби 9700 м.
Серійне виробництво мінометів М-240 було розпочато в 1951 році на заводі № 75 (м. Юрга), де з 1951 по 1958 рік було виготовлено 329 мінометів М-240.
240-мм міномет М-240 є жорсткою казнозарядною системою (без противідкотів пристроїв) на колісному лафеті, що стріляє мінами.
Міномет складається з таких основних частин: ствола з затвором, рами з амортизатором, станка з механізмами наведення, механізму врівноважування, стріли з механізмом перекладу міномета в бойове і похідне положення, опорної плити, шворневого і прицільного пристроїв.
Ствол має форму гладкостінної труби, закріпленої в цапфових обоймах, яка має можливість гойдатися на цапфах для приведення ствола в положення для заряджання. Закривання ствола з казенної частини здійснюється відкиданням затвора догори.
Казенник служить для замикання ствола і передачі сили віддачі при пострілі на опорну плиту. Конусна частина казенника закінчується кульовою п'ятою, за допомогою якої казенник з'єднується з чашею опорної плити.
Станок складається з двох рам (верхньої і нижньої) штампозварної конструкції, шарнірно з'єднаних між собою. Поворотний механізм гвинтового типу. Кут горизонтального обстрілу без переміщення стріли і коліс при куті піднесення ствола 45° становить ±8°26', при куті піднесення ствола 80° становить ±39°. Стрільба при куті піднесення 45° дозволяється після усадочних пострілів і тільки з твердого ґрунту.
Підйомний механізм гвинтового типу. Врівноважує механізм пружинного типу, розташований з правого боку станка. Нижня рама зібрана на бойовий осі двоколісного ходу. Підресорювання пружинне, колеса ходу — ЯТБ-4 — тролейбусного типу з губчастим наповненням.
Габарити міномета М-240 в похідному положенні: довжина 6350 мм, ширина 2430 мм, висота (по плиті) 2210 мм. Ширина ходу 2060 мм, кліренс 350 мм. Висота міномета в бойовому положенні при куті піднесення 80° — 5340 мм.
Спочатку міномет мав панорамний приціл МП-46. З початку 1955 міномет М-240 укомплектовуються модернізованим мінометним прицілом з гарматним коліматором К-1.
Міни до міномета підвозяться за допомогою спеціального візка. Візок складається з двох трубчастих зварних рам і двох коліс з шинами ГК.
Заряджання міномета проводиться з казенної частини, для чого ствол приводять у горизонтальне положення. Після відкривання затвора на півосі клину затвора навішують лоток. П'ятеро людей розрахунку вручну піднімають міну, кладуть її на лоток і досилають міну в канал ствола. Потім ствол опускається в казенник для здійснення пострілу.
Час переводу М-240 з похідного положення в бойове на заздалегідь підготовленій вогневої позиції 20-25 хвилин, зворотний перевід 15-20 хвилин. Міномет перевозиться за тягачем АТЛ або іншим артилерійським тягачем зі швидкістю до 40 км/год. Боєприпаси до міномета перевозяться в кузові тягача й на автомобілі.

## Бойове застосування

### Радянська інтервенція в Афганістан
Бойове хрещення міномет М-240 прийняв у бойових діях в Афганістані в 1985 році. При цьому, також, відбулось перше успішне застосування керованої міни 3Ф5 «Смельчак». Згодом буксировані міномети М-240 замінили на самохідні 2С4.

### Громадянська війна в Сирії
На початку громадянської війни, на озброєнні режиму Башара аль-Ассада перебувало до 10 мінометів М-240. Їхнє застосування було задокументоване, щонайменше, в битві за Хомс в 2012 році. Тоді були використані фугасні міни 53-Ф-864.
Наприкінці жовтня-середини грудня 2015, вже після російської інтервенції в Сирію, свідки подій стали поширювати в соціальних мережах факти застосування активно-реактивних касетних боєприпасів 3ВО11 з бойовою частиною 3О8 (містить 14 фугасно-осколкових елементів О-10) та ракетним рушієм 3М15. Удари касетними боєприпасами були завдані по контрольованих опозиційними силами околицях столиці Сирії — міста Дамаск.

### Російсько-Українська війна
Вперше про застосування цього міномету українськими військами стало відомо 28 вересня 2022 року.
19 березня 2025 року офіційний ютуб-канал 3-го армійського корпусу оприлюдив відео із застосуванням міномету.

## Оператори

### Нинішні оператори
- Сирія — до 10 одиниць, станом на 2014 рік.[8]
- Росія
- Єгипет — до 24 одиниць
- Болгарія
- Україна — 28 вересня 2022 з'явились повідомлення у соцмережах, що ЗСУ використовують міномет М-240 на Південному фронті[5]                                                 У 2025 міномет надійшов на озброєння Третьої окремої  штурмової бригади[9].

### Колишні оператори
- Чехословаччина — 4 одиниці 2С4 з 1985 по 1991 рік[10]
- Румунія— невелика кількість з 1953 по 1995[11]
- СРСР — перейшли до Росії та України
- Ліван